# Raszówka
Raszówka – wieś w Polsce położona w województwie dolnośląskim, w powiecie lubińskim, w gminie Lubin. Jest to piąta miejscowość w gminie pod względem liczby ludności.

## Integralne części wsi
| SIMC    | Nazwa    | Rodzaj     |
| ------- | -------- | ---------- |
| 1004508 | Raszówka | przysiółek |

W latach 1975–1998 miejscowość administracyjnie należała do województwa legnickiego.
Do 1991 r. - Raszówka, przysiółek i Lipiny, wieś.

## Wiek XX
Przed wojną (do roku 1945) wieś Raszówka nosiła nazwę Vorderheide. Niemcy zlokalizowali w niej bazę paliwową.

## Instytucje

### Gminny Ośrodek Kultury
Powstał w 2007 roku, jego siedziba znajduje się w budynku świetlicy. W GOK Raszówka znajduje się centrum kształcenia na odległość.

### Biblioteka
Gminna Biblioteka Publiczna w Raszówce istnieje od 1980 roku. Posiada 9 filii bibliotecznych na terenie gminy Lubin.

### Szkoła Podstawowa
Istnieje od 1948 roku, w obecnym budynku od 1973 roku. Obwód szkoły obejmuje 10 miejscowości: Raszowa Mała, Raszowa, Buczynka, Karczowiska, Wiercień, Bukowna, Lisiec, Zimna Woda, Gorzelin i Raszówka.

### Przedszkole
Przedszkole gminne w Raszówce istnieje od 1963 roku.

### Parafia Rzymskokatolicka pw. Niepokalanego Serca NMP
Parafia istnieje od 1981 roku. Kościół parafialny został zbudowany w latach 1980–1984. Parafia posiada kościół filialny w Raszowej.